# Janik László
Janik László (Budapest, 1965. augusztus 14. –) színész, rendező.

## Élete
Gimnáziumi tanulmányait a Vörösmarty Mihály gimnázium irodalmi-drámai tagozatán végezte 1983-ban. Első színházi szerződése még az évben Veszprémbe szólította, de tagja volt a Budapesti Nemzeti Színháznak, a Szegedi Nemzeti Színháznak, a Miskolci Nemzeti Színháznak, a Független Színpadnak is. Színművész képesítését a Magyar Színész Kamarától, rendezőit a Művelődési Intézettől kapta. Jelenleg a Veres 1 Színház tagja, de játszik többekközt a Szegedi Pinceszínházban és a Gózon Gyula Kamaraszínházban is. Tanított több színészképző stúdióban, köztük a Kövér Béla Bábszínházban is. Szegeden a nevéhez kötődik a Dömötör díj megalapítása, a hozzá tartozó első négy gálaműsor szerkesztése, rendezése, és levezetése. 

## Fontosabb szerepei
- Galgóczi Erzsébet: Vidravas....Rába
- Ödön von Horváth: Mesél a bécsi erdő....Konferansz
- Füst Milán: Máli néni...Horváth úr
- Birinszki: Bolondok tánca....Horowitz
- Ghelderode: Pokoli Pompa....Real-Tremblor
- Shakespeare: Macbeth....Lennox
- Shekespeare: Vízkereszt, vagy amit akartok....Nemes Keszeg András
- Gogol: A Revizor....Bobcsinszkij
- Molière: Tartuffe....Orgon
- Szirmai-Bakonyi: Mágnás Miska....Leopold
- Arthur Miller: Az ügynök halála....Howard Wagner
- Brecht: Galilei....Bíboros inkvizítor
- Reginald Rose: Tizenkét dühös ember....11. esküdt
- Bornai: Hókirálynő....Ördög
- A. Allegria: Kötélen a Niagara felett....Blondin
- Lehár Ferenc: A víg özvegy....Zéta Mirkó
- Pinokkió....Táltos Tücsök
- Balázs: Andersen....Ole
- Gorkij: Éjjeli menedékhely....Kosztiljov
- Egressy Z.: Reviczky....Szerkesztő
- H.P.Bigest: Hab....Emil
- Molière: Tartuffe....Cleant
- Janik: vilagvege.hu
- Gogol: Egy őrült naplója
- Egressy: Portugál...Kocsmáros

## Rendezések
- Exupéry. A kis herceg
- Varga-Janik: Oz
- Janik: Reggel/este
- Wesker: Szerelmes levelek kék papíron
- A. Allegria: Kötélen a Niagara felett
- Rémségek kicsiny boltja /musical/
- Lansbury-Duncan- Beruh: Godspell /musical/
- Mrożek: Emigránsok
- Szörényi Levente – Bródy János: István a király
- Ruzante: A csapodár madárka[1]
- Mátyássy–Janik: Szindbád
- Katona József: Bánk Bán /beavató színház/
- Vörösmarty Mihály: Csongor és Tünde /beavató színház/
- Sophokles: Antigone /beavató színház/
- Molière: Tartuffe /beavató színház/
- Shakespeare: Hamlet /beavató színház/
- Shakespeare: Rómeó és Júlia /beavató színház/
- Kardos László: Bűnbánat, főnév
- Janik – Varga – Csukás: Keménykalap és krumpliorr családi musical

## Film–Tv
- Fogyi (reklám)
- Mr Hair (reklám)
- Toledo penge (reklám)
- Villonnnak nincs lovas szobra (játékfilm)
- Munkaügyek
- Família Kft.
- Barátok közt
- Hacktion
- Jóban Rosszban
- Tűzvonalban
- Kossuthkifli
- Fekete krónikák
- A tökéletes gyilkos (játékfilm)
- A merénylet (tévéfilm)
- Megszállottak (tévéfilm)

## Írásai
- Janik – Varga – Csukás: Keménykalap és krumpliorr családi musical
- Palvolin abszurd játék
- Reggel/este   dráma
- vilagvege.hu   dráma
- Varga -Janik: Oz   családi musical
- Sárkányölő Krisztián   bábjáték
- Szerémi – Janik: Osztálytalálkozó zenés emlékezés
- Mátyássy – Janik: Szindbád családi musical
- Egy bohóc nézetei  zenés monodráma Heinrich Böll azonos című műve alapján és annak felhasználásával
- Márton – Varga – Janik: Tessék engem elrabolni! családi musical